# Кіржинов Мухарбій Нурбійович
Кіржинов Мухарбій Нурбійович (1 січня 1949) — радянський важкоатлет.
Учасник Олімпійських Ігор 1972 року.